# أم الوليد
أم الوليد قرية تقع جنوب العاصمة الأردنية (عمّان)، تابعة للواء الجيزة (زيزيا) على طريق المطار وبالقرب من منطقة أم الرصاص؛ تعدّ من أقدم القرى في اللواء وأكثرها تعدادًا بالسكان، إذ يقطنها حوالي 6000 نسمة، وتبعد عن عمان العاصمة حوالي 50كم، يعمل سكانها في الزراعة وتربية المواشي والإبل. وهي تمثل منطقة أثرية وتاريخية مهمة تضمّ العديد من الكنوز التاريخية التي تعود إلى حضارات قديمة، والقرية تحتاج إلى المزيد من العمل وإعادة الـتأهيل لتأخذ مكانها الصحيح على خريطة الأردن السياحية.

تعود تسميتها إلى "ولادة بنت العباس" والدة "الوليد بن عبدالملك بن مروان" والتي سكنت في قصر الحكم أثناء فترة" الأموية الذهبية" لحكم عبدالملك بن مروان الذي تولي فيه ابنه الوليد وحكم بلاد الشام.

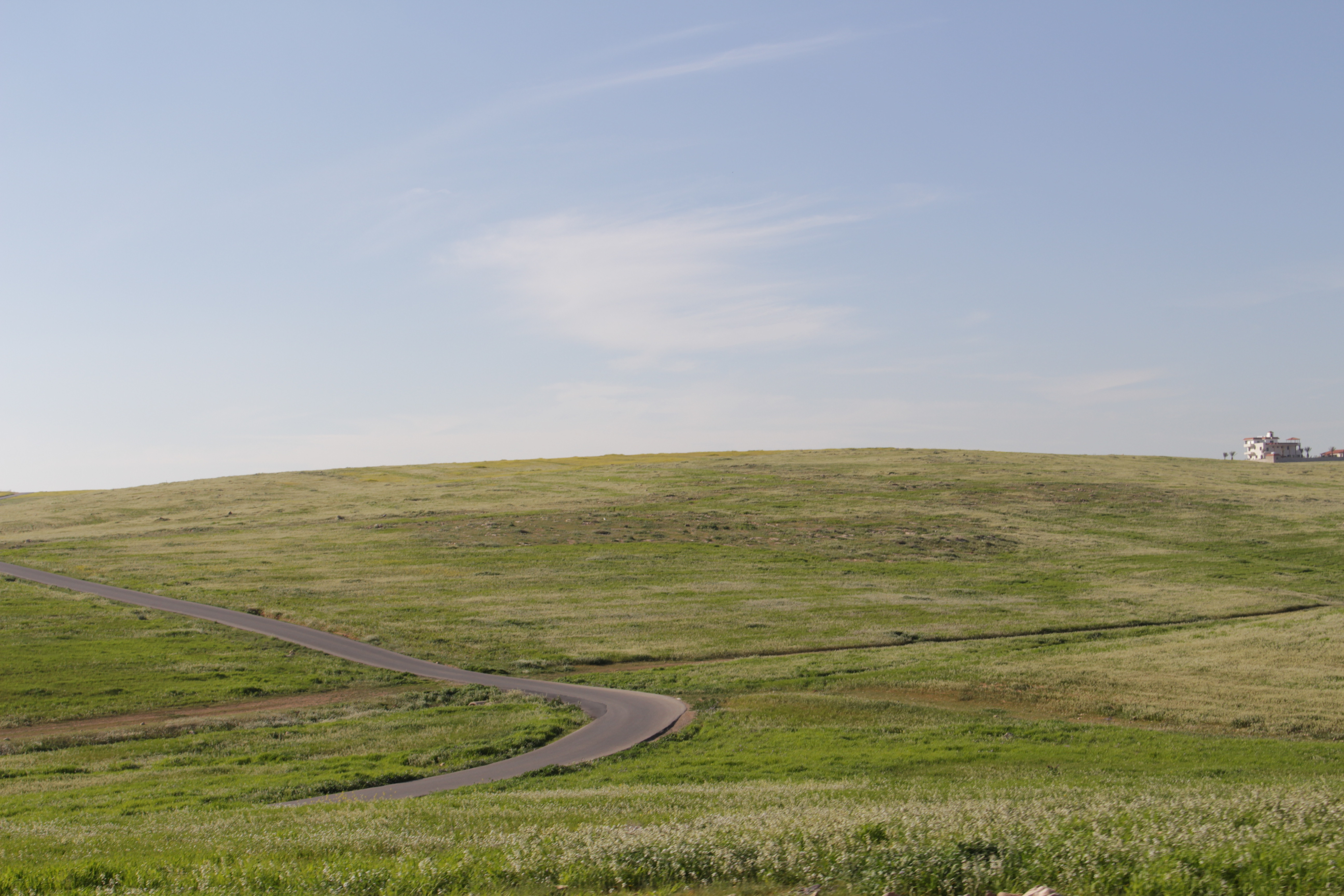

## لمحة تاريخية
أقيمت القرية الحالية في معظمها على بقايا مواقع أثرية موزعة في كافة الأرجاء. وذلك بعد أن دمرها زلزال عام 750م، وبقيت تحت الأنقاض لسنوات طويلة إلى أن جاءت بعثة سويسرية بالتعاون مع الجهات الأردنية للكشف عما بها من كنوز تاريخية وآثار للعديد من الحضارات القديمة.

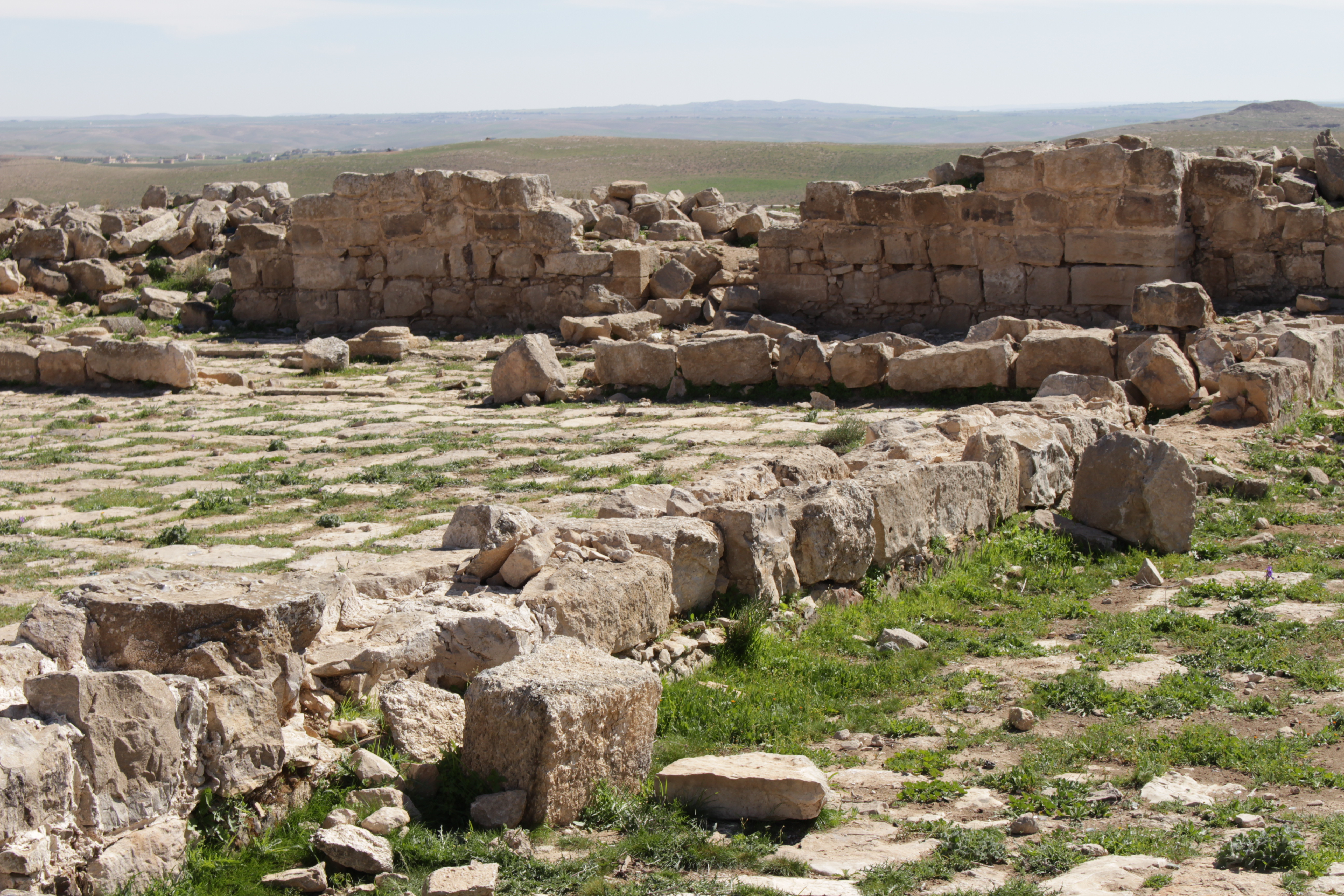

ومن خلال المسوحات وأعمال التنقيب التي جرت في هذه القرية تبين لنا بأنها كانت مستوطنة منذ العصور اليونانية والرومانية حيث كشف عن معابد ومدافن رومانية ترجع إلى القرن الثاني الميلادي.

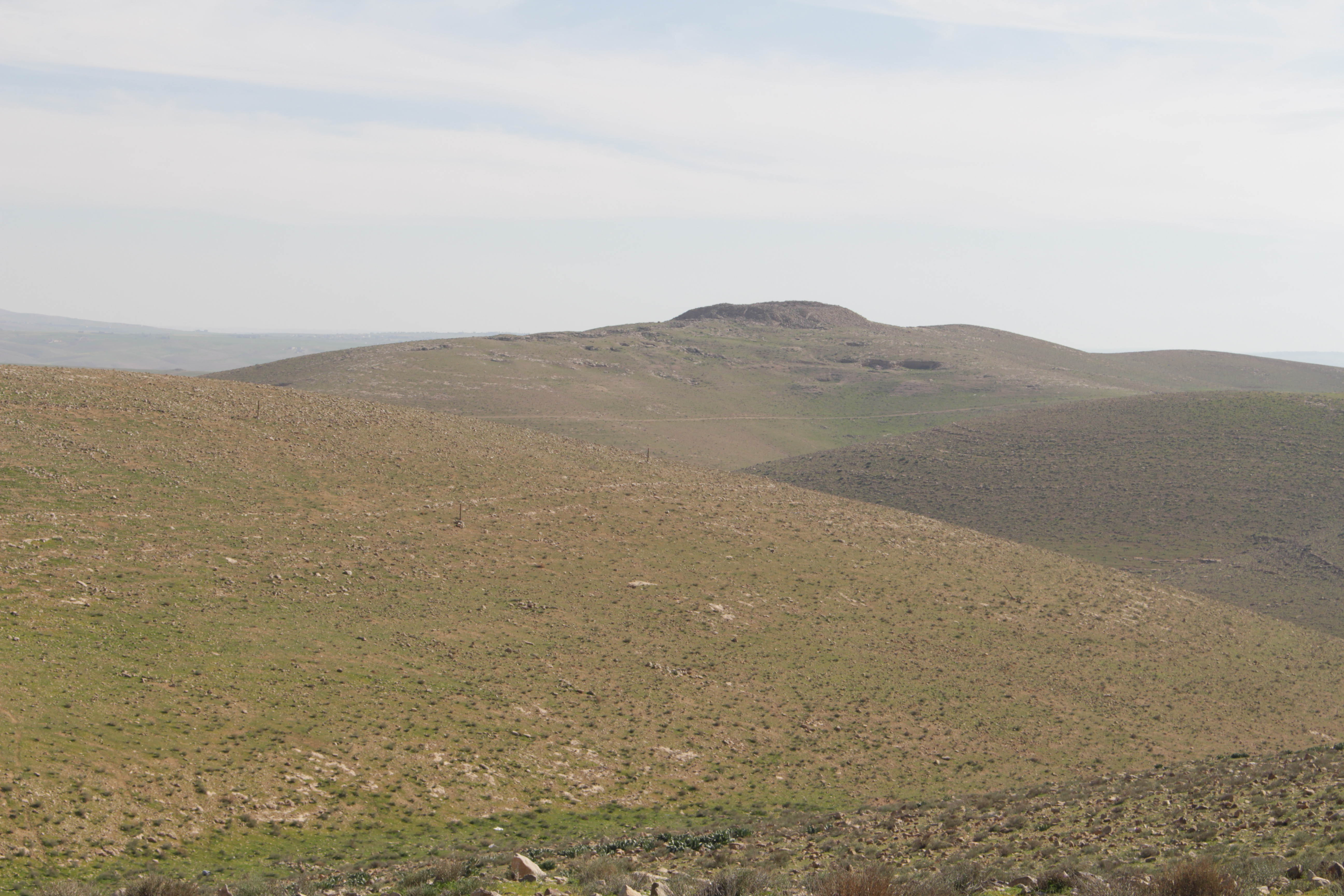

أما في الفترة الإسلامية فإن أم الوليد برزت بشكل يدل على إنها كانت مصيفاً في الفترة الأموية إن وجود ثلاث قصور أموية متقاربة في هذه المنطقة ووجود مسجد أموي ومستوطنة سكنية لا تزال آثار بيوتها قائمة مجاورة لتلك القصور بالإضافة إلى وجود سدود بالقرب منها هما سد القنطرةظ وسد أرينبة الغربية لهو دليل على أن أم الوليد كانت منطقة زراعية بالإضافة إلى إنها تقع على الطريق التجاري فكانت القوافل التجارية تمر في أم الوليد.

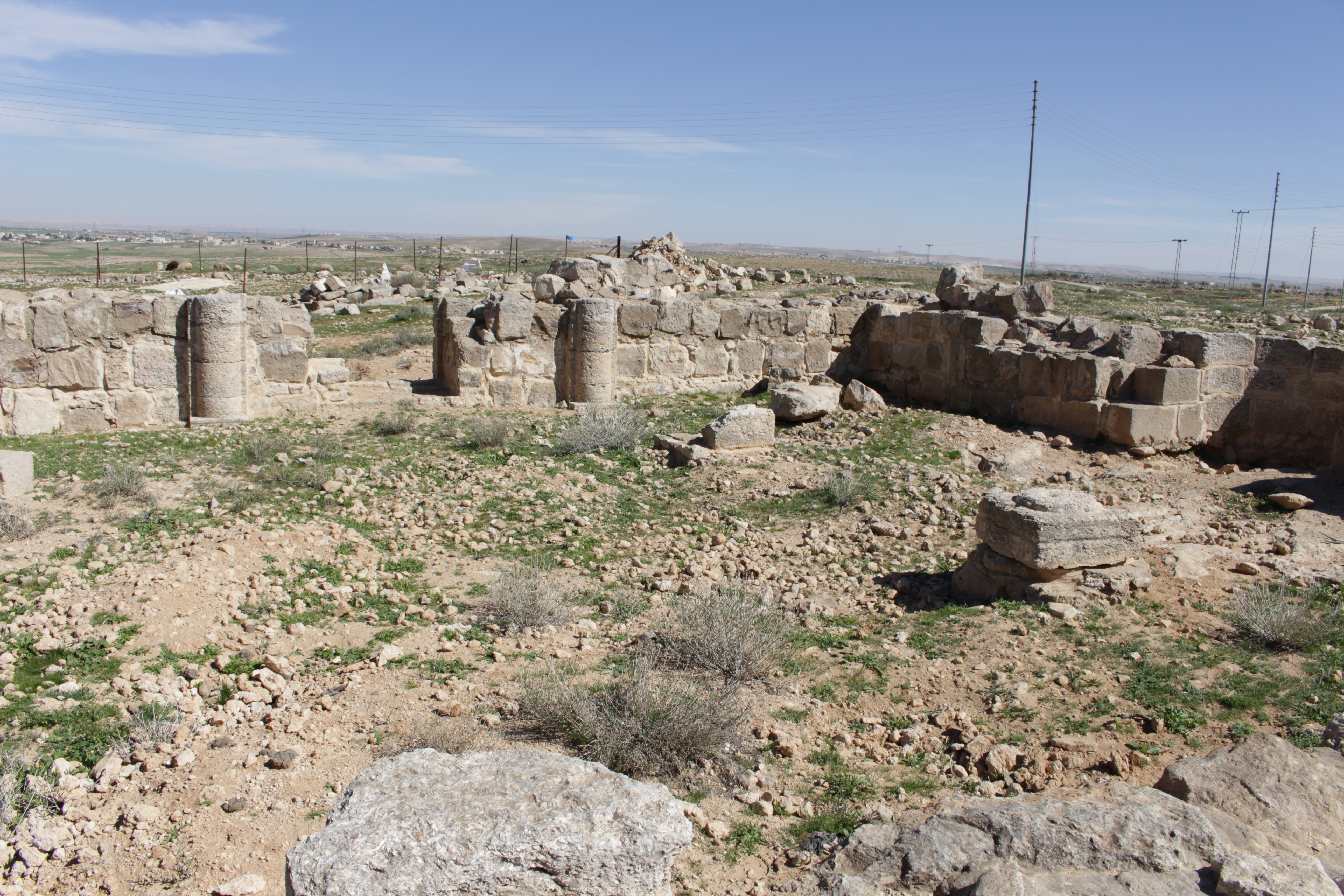

ومن خلال دراسة الجدران الأثرية للقصور والأقواس تبين بأن هناك إعادة استخدام في الفترة العباسية وكذلك الفترة المملوكية حيث تبدو واضحة الاقواس والأعمدة الصغيرة.

## الكنوز التاريخية والمقتنيات الأثرية
تحتضن أم الوليد الكثير من الآثار والكنوز التاريخية، مثل القصور والقلاع التاريخية والمساجد.كما تضم أنفاقًا وسدود وآبار تعود إلى عصور تاريخية متعددة خلفتها حضارات قديمة منذ العصور اليونانية والرومانية وكذلك الأموية.بالإضافة إلى الفخاريات والعملات القديمة والأواني البرونزية التي ضمت العديد من الأباريق والصحاف والمباخر( ومنها مبخرتين ذات غطاء مزين بالنقوش) ، ومعابد ومدافن رومانية، كما يوجد بها سوق تجاري يعود للعهد الروماني ومستوطنة بشرية قديمة، ويمكن التعريف ببعض هذه الكنوز التاريخية من خلال الآتي:

## قصور ام الوليد

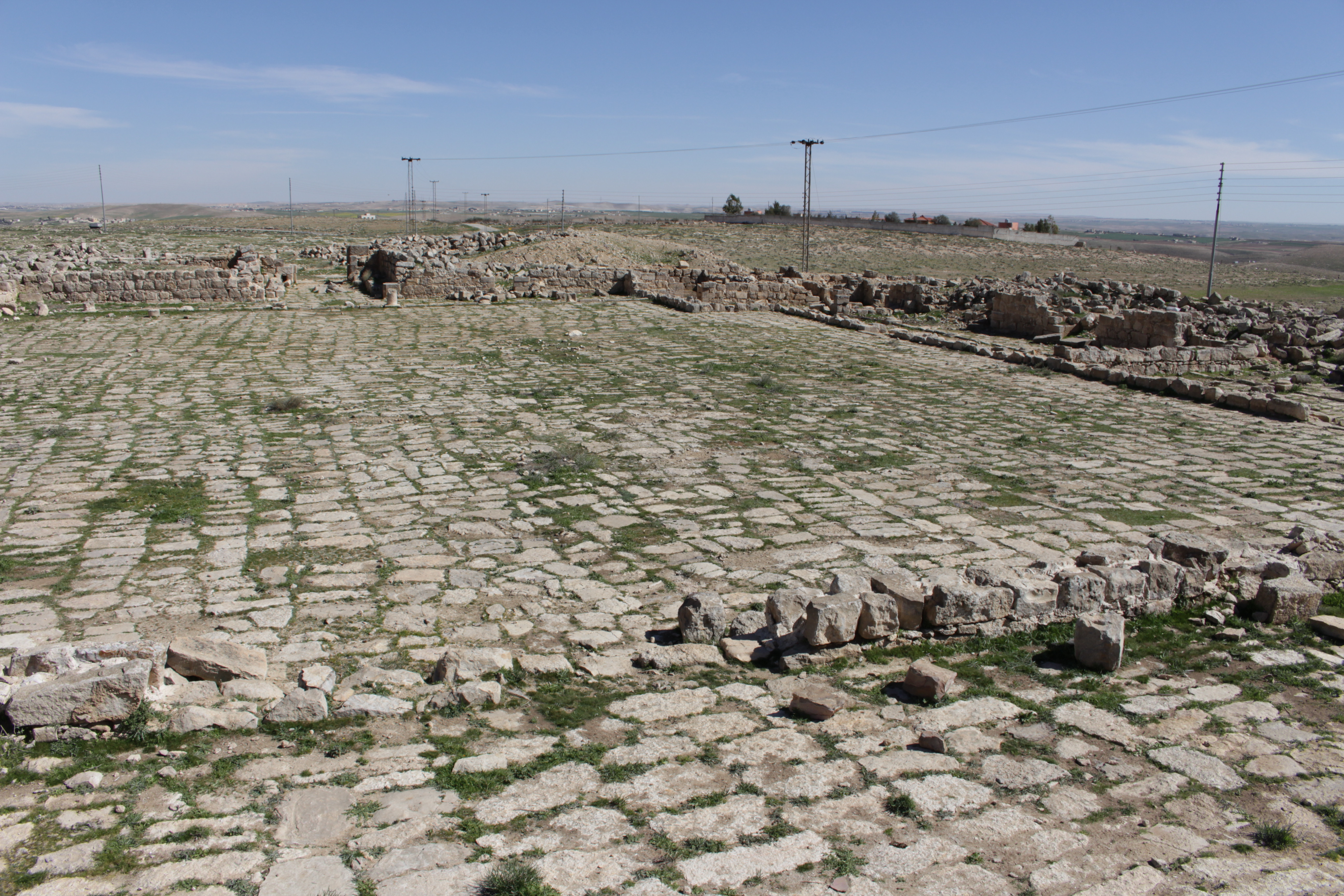

توجد في أم الوليد ثلاثة قصور أموية ضخمة ذات مخططات تميزت بها الفترة الأموية وقد أطلق العلماء على هذه القصور أسماء نسبة إلى موقعها من القرية الأثرية وهي: القصر الشرقي والقصر المركزي والقصر الغربي
قصر أم الوليد الشرقي
وصف الرحالة ترسترام لأول وهلة القصر بأنه ساحة يونانية، وقد بدأت البعثة السويسرية العمل به منذ عام 1980 برئاسة الدكتور جاك بوجارد.
والقصر مربع الشكل أبعاده 70,5 × 70.5م يحيط به خمسة عشر برجاً يحتوي على مدخل في جهة الشرق ثم ممر إلى الساحة الرئيسية السماوية بعد ذلك يُفتح على أجنحة القصر الخمسة وأمامها ساحة داخلية نصفها مكشوف والنصف الآخر مغطى بسقف تحمله الأقواس وكل جناح يضم غرفاً وحمامات، والقصر كان مقصوراً بطبقة من الجَبص من الداخِل، أما ساحة القصر فهي مربعة الشكل أطوالها 33م×33م مبلطة بشكل كامل من الحجارة المشذبة وهي الساحة الرئيسية لهذا القصر مكشوفة ومحاطة من جميع الاتجاهات بساحات داخلية وهذه الساحات مقسومة بالأعمدة تحمل أقواساً لتحمل السقف الذي يغطي نصف الساحة الداخلية والذي يقع أمام كل جناح من أجنحته الخمس وكل ساحة داخلية لها مدخل واحد.
بني القصر من الحجارة المشذبة بعضها أخذ من أبنية أخرى تعود لفترات سابقة في العصور الرومانية والبيزنطية والجدران من الداخل عليها قصارة بيضاء اللون عرفت في الفترة الأموية.
ويحتوي هذا القصر على خمسة عشر برجاً نصف كروي ثلاث أبراج في كل واجهة وبرجين في الواجهة الأمامية وبرج في كل زاوية ثلاث أرباع الدائرة، هي أبراج جمالية لدعم جدران القصر وليست لها أي أغراض دفاعية، ويستدل من ذلك من صغر حجمها وإنها مملوءة تماما بالحجارة وليست مفرغة

## أهم المكتشفات

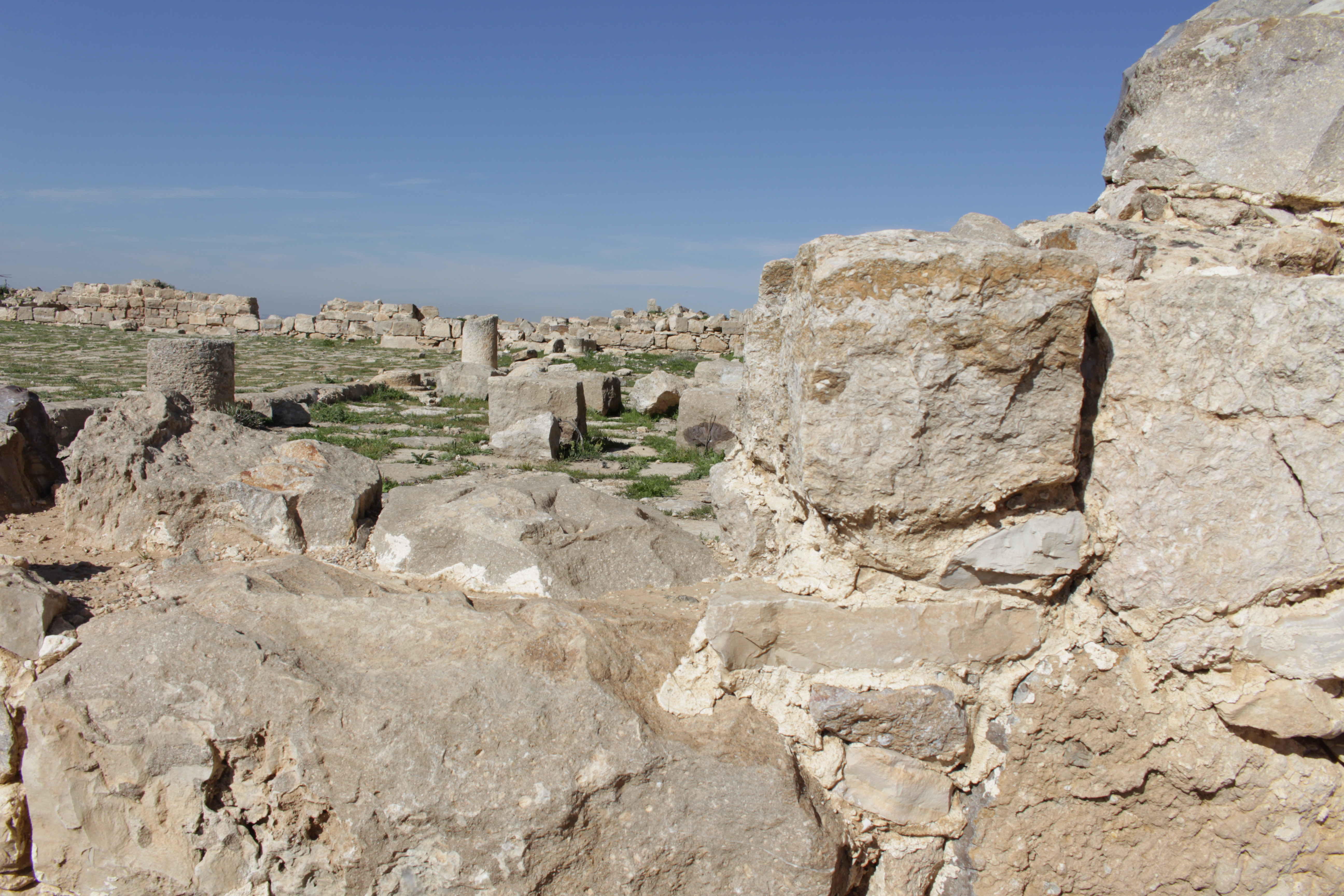
عتبة باب مميزة في قصر أم الوليد

كشفت هذه العتبة الحجرية التي تعتبر الأولى من نوعها في الأردن من حيث الأسلوب في موسم 1993 من قبل البعثة السويسرية وعثر عليها في الرواق الشمالي الغربي لقصر أم الوليد أمام بوابات إحدى الغرف وهي عبارة عن عتبة باب عليا أبعادها 3,34م × 60 سم مغطاة بالجبص ومزخرفة بالفريسكو بمنظر يمثل أسداً يُطارد غزال وعثر عليها مكسورة إلى قسمين وتم ترميمها آنذاك من قبل البعثة.